# Bettina Braun (Regisseurin)

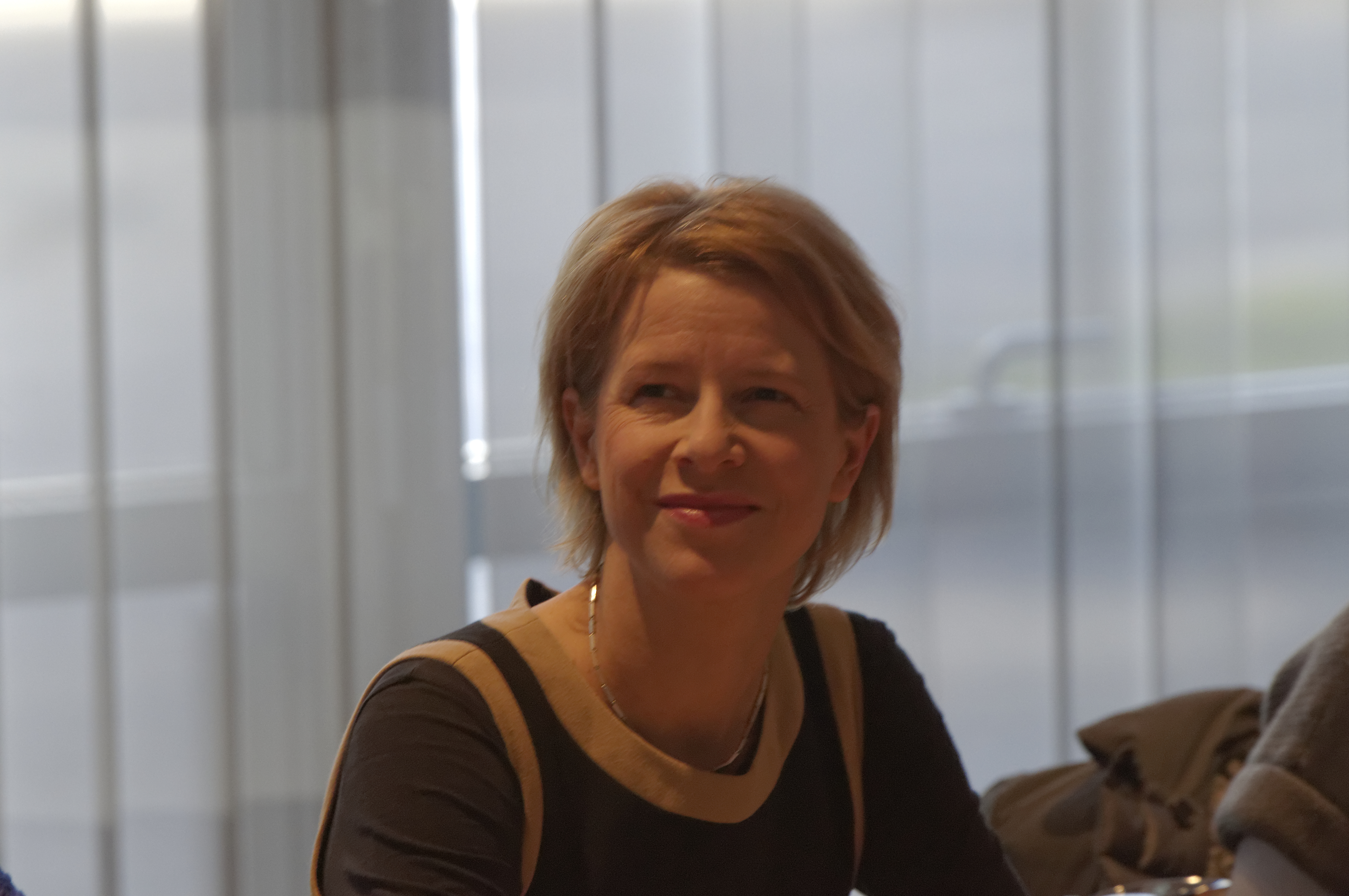
Bettina Braun auf der Pressekonferenz zur Verkündigung der Grimme-Preis-Träger 2013

Bettina Braun (* 31. März 1969 in Hamburg) ist eine deutsche Dokumentarfilmerin, Autorin und Regisseurin.

## Leben
Nach dem Abitur begann Bettina Braun eine Ausbildung in London. Sie studierte 1988/89 am Harrow College of Higher Education Kunst und Grafikdesign, und von 1990 bis 1993 am Central St. Martins College Grafikdesign. Von 1995 bis 1997 absolvierte sie ein Zusatzstudium an der Kunsthochschule für Medien in Köln.
Schon während ihres Studiums in London sowie auch in Köln arbeitete sie als freischaffende Regisseurin (u. a. für die BBC und den WDR) und als Designerin. In den späten 1990er Jahren arbeitete sie auch als Editorin und Autorin (u. a. für den WDR, Arte, RTL, VOX und das ZDF). Bundesweite Bekanntheit erlangte Bettina Braun durch ihren Dokumentarfilm Was lebst du? im ZDF (Das kleine Fernsehspiel), in dem sie eine Gruppe junger Migranten in ihrem Alltag zum Erwachsenwerden begleitete. Ein wiederkehrendes Moment ihrer Dokumentarfilmarbeit ist die Verwendung von Beta-Cams oder DV-Cams, die bewusst den Eindruck der persönlichen Nähe zu den Protagonisten erzeugt.
Seit 2004 übt sie eine Vertretungs-Professur an der Fachhochschule Lippe und Höxter im Fachbereich Medienproduktion für das Fach Audiovisuelle Mediengestaltung aus.
Bettina Braun hat zwei Söhne und lebt in Köln.

## Filmografie (Auswahl)
- 1994: Mogodon (Spot für die BBC-Serie Animal Hereos), (Regie)
- 1996: Bodies & Borders (Kurzfilm), (Buch, Regie)
- 1998: Eine Illusion zum Greifen nah (Werbespot, für die Bühnen der Stadt Köln), (Regie)
- 1997: Sprech ens aanständich (Filmessay), (Buch, Regie, Filmschnitt)
- 1999: Frauen sind im Wesen anders (Porträt), (Buch, Regie, Filmschnitt)
- 2001: Liebe schwarz weiss (Dokumentarfilm), (Filmschnitt)
- 2004: Was lebst du? (Dokumentarfilm), (Buch, Regie, Kamera, Filmschnitt)
- 2008: Was du willst (Dokumentarfilm, Fortsetzung von Was lebst du?), (Regie, Buch, Kamera, Ton, Produktion)
- 2009: Nick & Tim (Dokumentarfilm), (Regie, Produktion)
- 2011: Wo stehst du? (Dokumentarfilm, Fortsetzung von Was lebst du? und Was du willst), (Regie, Buch, Kamera, Ton, Produktion)
- 2014: Nouhaila – Ich boxe! (Dokumentarfilm für Kinder), (Buch, Regie, Produktion)
- 2015: Nordstadtkinder – Stefan (Dokumentarfilm), (Buch, Regie, Produktion)
- 2018: Lucia und ihre Kinder (Dokumentarfilm), (Buch, Regie, Produktion)

## Auszeichnungen
- 1998: 1. Preis, (bester Werbespot), Univideo Pescara, Italien
- 1999: Hans-Böckler-Förderpreis (mit Britta Wandaogo, A. Getto)
- 2004: RP-Publikumspreis auf der Duisburger Filmwoche
- 2005: Bester Dokumentarfilm Filmfestival Türkei/Deutschland
- 2005: Phoenix Dokumentarfilmpreis, Cologne Conference
- 2005: Förderpreis des Landes Nordrhein-Westfalen für junge Künstlerinnen und Künstler
- 2005: Schnitt-Preis Bild-Kunst Schnitt Preis Dokumentarfilm für Was lebst du?
- 2006: Nominiert für den Medienpreis, Davos
- 2006: Deutsche Kinder- und Jugendhilfe Medienpreis (Hermine-Albers-Preis)
- 2009: Gewinner/in des ersten dok-you-Wettbewerbs
- 2013: Grimme-Preis für die filmische Langzeitbeobachtung in der Dokumentar-Trilogie Was lebst du? – Was du willst – Wo stehst du?[1]
- 2016: Medienpreis der Kindernothilfe für Nordstadtkinder – Stefan[2]
- 2016: Nominierung Grimme-Preis für Nordstadtkinder – Stefan[3]
- 2018: Filmpreis NRW für den besten Dokumentarfilm für Lucia und ihre Kinder[4]
- 2018: Prälat-Leopold-Ungar JournalistInnen Preis: Anerkennungspreis für Lucia und ihre Kinder
- 2020: Nominierung Grimme-Preis für Lucia und ihre Kinder[4]